# تيريزا بارك (مؤلفة)
تيريزا بارك (بالإنجليزية: Therese Park)‏ (15 فبراير 1941)؛ كاتِبة وروائية أمريكية. درست في جامعة سول الحكومية.